# Paris Football Club 2020-2021 (femminile)
Questa voce raccoglie le informazioni riguardanti la squadra femminile del Paris Football Club nelle competizioni ufficiali della stagione  2020-2021.

## Divise e sponsor
La grafica delle divise è la stessa del Paris FC maschile. Lo sponsor tecnico è Nike, mentre lo sponsor ufficiale è Victorious Bahrain.
| Casa | Trasferta |

## Organigramma societario
Come da sito ufficiale, al 24 novembre 2020.
Area tecnica
- Allenatore: Sandrine Soubeyrand
- Vice allenatore: Paul Bertandeau
- Allenatore dei portieri: Thierry Beaune
- Preparatori atletici: Pierre De Nadaï, Maxence Pieulhet

## Rosa
Rosa, ruoli e numeri di maglia come da sito ufficiale  aggiornati al 29 luglio 2020.
| N. |                    | Ruolo | Calciatrice               |
| -- | ------------------ | ----- | ------------------------- |
| 1  | Francia (bandiera) | P     | Camille Pecharman         |
| 2  | Francia (bandiera) | D     | Célina Ould Hocine        |
| 8  | Francia (bandiera) | C     | Daphné Corboz             |
| 9  | Francia (bandiera) | A     | Mathilde Bourdieu         |
| 10 | Francia (bandiera) | D     | Annaïg Butel              |
| 11 | Francia (bandiera) | A     | Clara Matéo               |
| 12 | Francia (bandiera) | C     | Oriane Jean-François      |
| 14 | Francia (bandiera) | C     | Cindy Ferreira            |
| 16 | Brasile (bandiera) | P     | Natascha Honegger         |
| 17 | Francia (bandiera) | A     | Gaëtane Thiney (capitano) |

| N. |                      | Ruolo | Calciatrice       |
| -- | -------------------- | ----- | ----------------- |
| 18 | Svizzera (bandiera)  | C     | Coumba Sow        |
| 19 | Francia (bandiera)   | D     | Théa Greboval     |
| 20 | Finlandia (bandiera) | A     | Linda Sällström   |
| 21 | Francia (bandiera)   | D     | Celya Barclais    |
| 22 | Francia (bandiera)   | C     | Sophie Vaysse     |
| 23 | Svizzera (bandiera)  | C     | Eseosa Aigbogun   |
| 27 | Francia (bandiera)   | D     | Julie Soyer       |
| 28 | Francia (bandiera)   | A     | Camille Catala    |
| 29 | Germania (bandiera)  | D     | Claire Savin      |
| 40 | Nigeria (bandiera)   | P     | Chiamaka Nnadozie |

## Calciomercato

### Sessione estiva
| Acquisti | Acquisti           | Acquisti                            | Acquisti    |
| R.       | Nome               | da                                  | Modalità    |
| -------- | ------------------ | ----------------------------------- | ----------- |
| D        | Tess Laplacette    | Olympique Marsiglia                 | definitivo  |
| D        | Célina Ould Hocine | Paris Saint-Germain [Primavera (F)] |             |
| C        | Daphné Corboz      | Fleury                              | definitivo  |
| A        | Evelyne Viens      | Sky Blue                            | in prestito |

| Cessioni | Cessioni              | Cessioni | Cessioni   |
| R.       | Nome                  | a        | Modalità   |
| -------- | --------------------- | -------- | ---------- |
| D        | Celya Barclais        | Issy     | definitivo |
| D        | Alizée Leroy          | Fleury   | definitivo |
| D        | Marith Müller-Prießen | Colonia  | definitivo |
| C        | Alice Benoît          | Soyaux   | definitivo |
| C        | Mélanie Carvalho      | Issy     | definitivo |

### Sessione invernale
| Acquisti | Acquisti | Acquisti | Acquisti |
| R.       | Nome     | da       | Modalità |
| -------- | -------- | -------- | -------- |
|          |          |          |          |

| Cessioni | Cessioni      | Cessioni          | Cessioni      |
| R.       | Nome          | a                 | Modalità      |
| -------- | ------------- | ----------------- | ------------- |
| D        | Kaleigh Riehl | Racing Louisville | fine prestito |
| A        | Evelyne Viens | NJ/NY Gotham      | fine prestito |

## Risultati

### Division 1

#### Girone di andata
| Arbitro: | Beyer |

|                                                         |           |  |
| Renard 56’ (rig.) Kumagai 69’, 86’ Le Sommer 75’ (rig.) | Marcatori |  |

| Arbitro: | Laur |

|                      |           |  |
| Matéo 33’ Vaysse 53’ | Marcatori |  |

| Arbitro: | Vanderstichel |

|           |           |                    |
| Matéo 89’ | Marcatori | 88’ Þorvaldsdóttir |

| Arbitro: | Collin |

|                            |           |           |
| Fowler 79’ Petermann 90+1’ | Marcatori | 57’ Viens |

| Arbitro: | Rochebilière |

|                                              |           |  |
| Matéo 6’ Viens 45’, 52’, 58’ Sällström 90+3’ | Marcatori |  |

| Arbitro: | Rochebilière |

|               |           |           |
| Boureille 28’ | Marcatori | 13’ Matéo |

| Arbitro: | Cruchon |

|                     |           |                      |
| Matéo 14’, 40’, 56’ | Marcatori | 34’ (rig.) R. Corboz |

| Arbitro: | Elbour |

|            |           |                  |
| Fleury 58’ | Marcatori | 83’ (rig.) Butel |

| Arbitro: | Guillot |

|  |           |                 |
|  | Marcatori | 24’ (rig.) Shaw |

| Arbitro: | Beye |

|                                                       |           |           |
| Butel 2’ (aut.) Katoto 17’ Baltimore 46’ Bachmann 62’ | Marcatori | 82’ Viens |

| Arbitro: | Cruchon |

|                         |           |                                 |
| Viens 4’, 56’ Matéo 16’ | Marcatori | 28’ (aut.) Nnadozie 80’ Tarrieu |

#### Girone di ritorno
| Arbitro: | Vanderstichel |

|  |           |                          |
|  | Marcatori | 52’, 77’ Matéo 72’ Viens |

| Arbitro: | Fournier |

|  |           |                                                  |
|  | Marcatori | 7’ Marozsán 11’, 65’ Parris 33’ Majri 73’ Renard |

| Arbitro: | Laur |

|                      |           |                                                  |
| R. Corboz 73’ (rig.) | Marcatori | 34’ (aut.) Awona 50’ Thiney 89’ Catala 90’ Viens |

| Bondoufle 27 febbraio 2021, ore 14:30 CET 15ª giornata | Paris FC | 0 – 0 referto | Guingamp | Stadio Robert Bobin (0 spett.)\| Arbitro: \| Beyer \| |
| Arbitro:                                               | Beyer    |               |          |                                                       |

| Arbitro: | Collin |

|                  |           |                                  |
| Snoeijs 15’, 53’ | Marcatori | 39’ (rig.) Thiney 72’, 89’ Viens |

| Arbitro: | Vanderstichel |

|  |           |                                       |
|  | Marcatori | 7’, 36’ Greboval 41’ Thiney 56’ Matéo |

| Arbitro: | Beyer |

|                       |           |  |
| Sow 14’ D. Corboz 70’ | Marcatori |  |

| Arbitro: | Savina Elbour |

|                           |           |                                   |
| Catala 79’ (rig.) Sow 92’ | Marcatori | 21’, 72’ Bruun 67’ (rig.) Däbritz |

| Arbitro: | Guillot |

|  |           |           |
|  | Marcatori | 56’ Matéo |

| Arbitro: | Rochebilière |

|          |           |  |
| Lara 34’ | Marcatori |  |

| Arbitro: | Cruchon |

|                     |           |  |
| Matéo 32’ Butel 61’ | Marcatori |  |

### Coppa di Francia
| Arbitro: | Rochebilière |

|                               |                      |                                  |
| Oparanozie 67’                | Marcatori            | 28’ Sällström                    |
| Declercq Lavaud Fercocq Amani | Tiri di rigore 4 – 2 | Thiney Greboval Butel Laplacette |

## Statistiche

### Statistiche di squadra
| Competizione     | Punti | In casa | In casa | In casa | In casa | In casa | In casa | In trasferta | In trasferta | In trasferta | In trasferta | In trasferta | In trasferta | Totale | Totale | Totale | Totale | Totale | Totale | DR  |
| Competizione     | Punti | G       | V       | N       | P       | Gf      | Gs      | G            | V            | N            | P            | Gf           | Gs           | G      | V      | N      | P      | Gf     | Gs     | DR  |
| ---------------- | ----- | ------- | ------- | ------- | ------- | ------- | ------- | ------------ | ------------ | ------------ | ------------ | ------------ | ------------ | ------ | ------ | ------ | ------ | ------ | ------ | --- |
| Division 1       | 37    | 11      | 6       | 2       | 3       | 20      | 13      | 11           | 5            | 2            | 4            | 19           | 16           | 22     | 11     | 4      | 7      | 39     | 29     | +10 |
| Coppa di Francia | -     | -       | -       | -       | -       | -       | -       | 1            | 0            | 1            | 0            | 1            | 1            | 1      | 0      | 1      | 0      | 1      | 1      | 0   |
| Totale           | -     | 11      | 6       | 2       | 3       | 20      | 13      | 12           | 5            | 3            | 4            | 20           | 17           | 23     | 11     | 5      | 7      | 40     | 30     | +10 |

### Andamento in campionato
| Giornata  | 1  | 2 | 3 | 4 | 5 | 6 | 7 | 8 | 9 | 10 | 11 | 12 | 13 | 14 | 15 | 16 | 17 | 18 | 19 | 20 | 21 | 22 |
| --------- | -- | - | - | - | - | - | - | - | - | -- | -- | -- | -- | -- | -- | -- | -- | -- | -- | -- | -- | -- |
| Luogo     | T  | C | C | T | C | T | C | T | C | T  | C  | T  | C  | T  | C  | T  | T  | C  | C  | T  | T  | C  |
| Risultato | P  | V | N | P | V | N | V | N | P | P  | V  | V  | P  | V  | N  | V  | V  | V  | P  | V  | P  | V  |
| Posizione | 12 | 5 | 7 | 9 | 5 | 6 | 5 | 5 | 6 | 7  | 6  | 6  | 6  | 6  | 4  | 4  | 4  | 4  | 4  | 4  | 4  | 4  |

Legenda:

Luogo: C = Casa; T = Trasferta. Risultato: V = Vittoria; N = Pareggio; P = Sconfitta.

### Statistiche delle giocatrici
| Giocatore           | Division 1 | Division 1 | Division 1  | Division 1 | Coppa di Francia | Coppa di Francia | Coppa di Francia | Coppa di Francia | Totale   | Totale | Totale      | Totale     |
| Giocatore           | Presenze   | Reti       | Ammonizioni | Espulsioni | Presenze         | Reti             | Ammonizioni      | Espulsioni       | Presenze | Reti   | Ammonizioni | Espulsioni |
| ------------------- | ---------- | ---------- | ----------- | ---------- | ---------------- | ---------------- | ---------------- | ---------------- | -------- | ------ | ----------- | ---------- |
| E. Aigbogun         | 17         | 0          | 1           | 0          | 1                | 0                | 0                | 0                | 18       | 0      | 1           | 0          |
| A. Binaté Soumahoro | 4          | 0          | 1           | 0          | -                | -                | -                | -                | 4        | 0      | 1           | 0          |
| M. Bourdieu         | -          | -          | -           | -          | -                | -                | -                | -                | -        | -      | -           | -          |
| A. Butel            | 17         | 2          | 2           | 0          | 1                | 0                | 0                | 0                | 18       | 2      | 2           | 0          |
| C. Catala           | 16         | 2          | 0           | 0          | 1                | 0                | 0                | 0                | 17       | 2      | 0           | 0          |
| A. Claire           | 1          | 0          | 0           | 0          | -                | -                | -                | -                | 1        | 0      | 0           | 0          |
| D. Corboz           | 22         | 1          | 1           | 0          | 1                | 0                | 0                | 0                | 23       | 1      | 1           | 0          |
| C. Ferreira         | 0          | 0          | 0           | 0          | -                | -                | -                | -                | 0        | 0      | 0           | 0          |
| T. Greboval         | 19         | 2          | 0           | 0          | 1                | 0                | 0                | 0                | 20       | 2      | 0           | 0          |
| N. Honegger         | 7          | -7         | 0           | 0          | -                | -                | -                | -                | 7        | -7     | 0           | 0          |
| O. Jean-François    | 19         | 1          | 1           | 1          | -                | -                | -                | -                | 19       | 1      | 1           | 1          |
| T. Laplacette       | 12         | 0          | 1           | 0          | 1                | 0                | 0                | 0                | 13       | 0      | 1           | 0          |
| I. Marques          | 0          | 0          | 0           | 0          | -                | -                | -                | -                | 0        | 0      | 0           | 0          |
| C. Matéo            | 22         | 13         | 3           | 0          | 1                | 0                | 0                | 0                | 23       | 13     | 3           | 0          |
| M. Ndongala         | 0          | 0          | 0           | 0          | -                | -                | -                | -                | 0        | 0      | 0           | 0          |
| C. Chloé Neller     | 0          | 0          | 0           | 0          | -                | -                | -                | -                | 0        | 0      | 0           | 0          |
| C. Nnadozie         | 15         | -22        | 2           | 0          | 1                | -1               | 0                | 0                | 16       | -23    | 2           | 0          |
| C. Ould Hocine      | 9          | 0          | 0           | 0          | -                | -                | -                | -                | 9        | 0      | 0           | 0          |
| C. Pecharman        | 0          | 0          | 0           | 0          | 0                | 0                | 0                | 0                | 0        | 0      | 0           | 0          |
| L. Ribadeira        | 0          | 0          | 0           | 0          | -                | -                | -                | -                | 0        | 0      | 0           | 0          |
| K. Riehl            | 8          | 0          | 0           | 0          | 0                | 0                | 0                | 0                | 8        | 0      | 0           | 0          |
| L. Sällström        | 19         | 1          | 0           | 0          | 1                | 0                | 0                | 0                | 20       | 1      | 0           | 0          |
| C. Savin            | 13         | 0          | 1           | 0          | 1                | 0                | 0                | 0                | 14       | 0      | 1           | 0          |
| C. Sow              | 16         | 2          | 2           | 0          | -                | -                | -                | -                | 16       | 2      | 2           | 0          |
| J. Soyer            | 20         | 0          | 1           | 0          | 1                | 0                | 0                | 0                | 21       | 0      | 1           | 0          |
| G. Thiney           | 22         | 3          | 3           | 0          | 1                | 0                | 0                | 0                | 23       | 3      | 3           | 0          |
| S. Vaysse           | 13         | 1          | 3           | 0          | 0                | 0                | 0                | 0                | 13       | 1      | 3           | 0          |
| É. Viens            | 14         | 11         | 0           | 0          | 1                | 0                | 0                | 0                | 15       | 11     | 0           | 0          |